# 시즈오카 제일 TV
시즈오카 제일 TV는 1979년 7월 1일 시즈오카현의 4번째 민영방송국으로 개국했으며 약칭은 SDT, 콜사인은 JOSX-DTV이다.

## 연혁
- 1979년 2월 15일 설립.설립시는 시즈오카현민방송(현시즈오카 아사히 TV) 방송국사내에 준비실을 두었고 현재의 사옥이 완성되자 그곳으로 이전했다.
- 1979년 7월 1일　아날로그 방송을 개시하면서 시즈오카에서 첫 번째로 음성다중방송을 실시
- 1979년 7월 11일 도메이 고속도로 니혼자카 터널 화재 당시 화재가 난곳 반대쪽에서 화재 현장 촬영을 성공했고 그 영상은 NNN을 통해서 전국에 전달되었다.
- 1980년 8월 16일　시즈오카 역전 지하가 폭발 사고 취재 중 대규모 2차 폭발로 기자와 카메라맨이 부상을 입었지만, 당시의 폭발 장면이 우연히 찍혀 그 영상이 NNN을 통해서 전국에 방송.
- 1999년 6월 25일　우정성(현재의 총무성)으로부터 CM미방영 문제로 엄중한 주의를 받는다. 그리고 일본 민간 방송 연맹으로부터 제명 처분을 받았다.(NNS에서는 회원 자격 무기한 정지 조치처분).[1]
- 2000년 8월 1일　일본 민간 방송 연맹에 재입회(CM미방영 문제에 관한 대책이 갖추어졌고 개막이 가까워지고 있던 시드니 올림픽을 방송하기 위해서 일본 민간 방송 연맹에 가맹을 해야했던 것이 그 이유이다).
- 2001년　NNN24(현·닛테레뉴스24) 재전송 개시, 그 이후에는 24시간 방송 시작
- 2001년 4월 1일　주쿄 TV 방송의 협력으로 NNS 회원 자격 정지 조치가 해제되어 정식으로 복귀.
- 2005년 3월 25일　지상파 디지털 텔레비전 방송 시험 전파의 처음으로 발사
- 2005년 6월 1일　지상파 디지털 텔레비전 방송 시험 방송 개시.
- 2005년 9월 1일　지상파 디지털 텔레비전 방송 서비스 방송 개시.
- 2005년 11월 1일 지상파 디지털 텔레비전 방송 본방송 개시(TV 시즈오카, 시즈오카 아사히 TV도 같은 날 개시).
- 2006년 4월 1일　원세그 본방송을 개시.
- 2011년 7월 25일 아날로그 텔레비전 방송 완전종료.

## 특징
- 국명에 '제일'이라는 표기가 붙는데는 개국당시 JA(일본농협) 등 1차 산업 사업자들이 힘을 넣어서 그렇게 되었다는 이야기와 시즈오카 제일의 텔레비전 방송국을 목표로 한다는 이야기가 있다.
- 니혼TV에서 제작한 드라마의 시즈오카 로케시에 자사의 아나운서를 엑스트라로 출연시킬때가 있었다.
- 2005년 6월부터 8월까지 토요일과 일요일과 휴일 오전 10시부터 오후 6시까지 당시 시험방송중인 디지털TV와 아날로그TV의 편성이 달랐다.

## 시즈오카현에 있는 다른 텔레비전·라디오 방송국
- NHK 시즈오카 방송국
- 시즈오카 아사히 TV(SATV)(TV 아사히 계열)
- 시즈오카 방송(SBS)(TV는 도쿄 방송 계열, 라디오는 JRN&NRN계열)
- TV 시즈오카(SUT)(후지 TV 계열)
- 시즈오카 FM방송(JFN 계열)